# Cypryjscy posłowie do Parlamentu Europejskiego 2019–2024
Cypryjscy posłowie IX kadencji do Parlamentu Europejskiego zostali wybrani w wyborach przeprowadzonych 26 maja 2019, w których wyłoniono 6 deputowanych.

## Posłowie według list wyborczych
Zgromadzenie Demokratyczne
- Lukas Furlas
- Eleni Stawru, poseł do PE od 2 listopada 2022

Postępowa Partia Ludzi Pracy
- Jorgos Jeorjiu
- Niyazi Kızılyürek

Partia Demokratyczna
- Kostas Mawridis

Ruch na rzecz Socjaldemokracji
- Dimitris Papadakis

Byli posłowie IX kadencji do PE
- Lefteris Christoforu (Zgromadzenie Demokratyczne), do 1 listopada 2022